# Йодлувка-Валкі
Йодлувка-Валкі (пол. Jodłówka-Wałki) — село в Польщі, у гміні Тарнів Тарновського повіту Малопольського воєводства.
Населення — 1147 осіб (2011).
У 1975-1998 роках село належало до Тарновського воєводства.

## Демографія
Демографічна структура станом на 31 березня 2011 року:
|          | Загалом | Допрацездатний вік | Працездатний вік | Постпрацездатний вік |
| -------- | ------- | ------------------ | ---------------- | -------------------- |
| Чоловіки | 552     | 119                | 385              | 48                   |
| Жінки    | 595     | 128                | 348              | 119                  |
| Разом    | 1147    | 247                | 733              | 167                  |